# Fussballclub Admira Wacker Mödling 2014-2015
Questa voce raccoglie le informazioni riguardanti lo Fussballclub Admira Wacker Mödling nelle competizioni ufficiali della stagione calcistica 2014-2015.

## Rosa
| N. |                         | Ruolo | Calciatore             |
| -- | ----------------------- | ----- | ---------------------- |
| 1  | Austria (bandiera)      | P     | Andreas Leitner        |
| 2  | Austria (bandiera)      | D     | Richard Windbichler    |
| 3  | Austria (bandiera)      | D     | Christoph Schößwendter |
| 4  | Austria (bandiera)      | D     | Stephan Zwierschitz    |
| 5  | Austria (bandiera)      | D     | Thomas Ebner           |
| 6  | Austria (bandiera)      | D     | Markus Lackner         |
| 7  | Austria (bandiera)      | C     | Maximilian Sax         |
| 8  | Austria (bandiera)      | C     | Bernhard Schachner     |
| 9  | Burkina Faso (bandiera) | A     | Issiaka Ouédraogo      |
| 10 | Austria (bandiera)      | C     | Daniel Toth            |
| 11 | Austria (bandiera)      | C     | Lukas Grozurek         |
| 12 | Austria (bandiera)      | C     | Philipp Malicsek       |
| 13 | Giappone (bandiera)     | C     | Yukihisa Tomori        |
| 14 | Austria (bandiera)      | D     | Markus Katzer          |
| 15 | Austria (bandiera)      | C     | Andreas Dlopst         |
| 16 | Italia (bandiera)       | P     | Simon Manzoni          |
| 17 | Austria (bandiera)      | D     | Stephan Auer           |

| N. |                               | Ruolo | Calciatore              |
| -- | ----------------------------- | ----- | ----------------------- |
| 18 | Austria (bandiera)            | C     | René Schicker           |
| 20 | Austria (bandiera)            | C     | Dominik Burusic         |
| 21 | Austria (bandiera)            | D     | Markus Wostry           |
| 22 | Austria (bandiera)            | C     | Marcus Maier            |
| 23 | Austria (bandiera)            | A     | Benjamin Sulimani       |
| 24 | Austria (bandiera)            | C     | Christoph Knasmüllner   |
| 25 | Austria (bandiera)            | D     | Patrick Wessely         |
| 26 | Austria (bandiera)            | C     | Mustafa Yavuz           |
| 27 | Macedonia del Nord (bandiera) | C     | Eldis Bajrami           |
| 28 | Austria (bandiera)            | P     | Jörg Siebenhandl        |
| 29 | Austria (bandiera)            | P     | Manuel Kuttin           |
| 30 | Austria (bandiera)            | D     | Stefan Posch            |
| 31 | Austria (bandiera)            | D     | Thomas Weber            |
| 37 | Austria (bandiera)            | C     | Konstantin Kerschbaumer |
| 44 | Austria (bandiera)            | D     | Markus Blutsch          |
| 45 | Austria (bandiera)            | A     | Marvin Egho             |
| 77 | Austria (bandiera)            | A     | Toni Vastić             |